# Sorgà
Sorgà es una localidad y comune italiana de la provincia de Verona, región de Véneto, con 3.197 habitantes.

## Evolución demográfica
| Gráfica de evolución demográfica de Sorgà entre 1861 y 2001 |
|                                                             |
| Fuente ISTAT - elaboración gráfica de Wikipedia             |